# Уильямс, Ронвен
Ронвен Хайден Уильямс (англ. Ronwen Hayden Williams; род. 21 января 1992, Гебеха, Восточно-Капская провинция) — южноафриканский футболист, вратарь клуба «Мамелоди Сандаунз» и капитан национальной сборной ЮАР. Признан одним из лучших вратарей Африки.
В 2024 году был номинирован на Трофей Яшина.

## Клубная карьера

### Ранняя карьера
Уильямс провёл часть своей молодёжной карьеры в английском клубе «Тоттенхэм Хотспур».

### «Суперспорт Юнайтед»
Уильямс присоединился к молодёжному составу клуба «Суперспорт Юнайтед» в 2004 году. Он дебютировал в Лиге чемпионов КАФ в январе 2012 года в матче против «Матламы», а в национальном чемпионате — четыре месяца спустя в матче против «Фри Стэйт Старс». Он сохранил ворота сухими в обеих играх.

### «Мамелоди Сандаунз»
21 июля 2022 года Уильямс подписал контракт с клубом «Мамелоди Сандаунз». Дебют состоялся в первом матче сезона 2022/2023 в матче против «Кейптаун Сити», где сделал ряд великолепных сейвов и сохранил ворота сухими. Он выиграл Африканскую футбольную лигу с «Мамелоди Сандаунс» в 2023 году, где он отбил два важных пенальти: один против египетского «Аль-Ахли», а другой против ангольского «Петру Атлетику».

## Международная карьера
Уильямс сыграл свой первый матч за национальную сборную ЮАР 5 марта 2014 года в товарищеском матче против Бразилии из-за травмы основного вратаря Итумеленга Куне.
В августе 2021 года новый тренер сборной ЮАР Хуго Брос назначил Уильямса новым капитаном «Бафана Бафана», забрав повязку у Тулани Хлатшвайо, который не попал в состав.
3 февраля 2024 года в четвертьфинальном матче Кубка африканских наций 2023 между ЮАР и Кабо-Верде счёт был ничейным (0:0) после дополнительного времени. Уильямс отразил 4 пенальти в серии пенальти, выведя «Бафана Бафана» в полуфинал турнира впервые с 2000 года. Несмотря на то, что ЮАР уступил Нигерии в полуфинале в серии пенальти, Уильямс выиграл приз «Лучшего вратаря турнира».

## Статистика

### Международная
| Сборная | Год  | Матчи | Голы |
| ------- | ---- | ----- | ---- |
| ЮАР     | 2014 | 2     | 0    |
| ЮАР     | 2016 | 1     | 0    |
| ЮАР     | 2017 | 2     | 0    |
| ЮАР     | 2018 | 1     | 0    |
| ЮАР     | 2019 | 7     | 0    |
| ЮАР     | 2020 | 3     | 0    |
| ЮАР     | 2021 | 9     | 0    |
| ЮАР     | 2022 | 5     | 0    |
| ЮАР     | 2023 | 6     | 0    |
| ЮАР     | 2024 | 7     | 0    |
| Итог    | Итог | 43    | 0    |

## Достижения

### Клубные

#### «Суперспорт Юнайтед»
- Обладатель Кубка ЮАР: 2011/12, 2015/16, 2016/17
- Обладатель Кубка Восьми: 2017, 2019
- Обладатель Кубок Лиги ЮАР: 2014

#### «Мамелоди Сандаунз»
- Чемпион ЮАР: 2022/23, 2023/24
- Победитель Африканской футбольной лиги[англ.]: 2023

### Международные
- Бронзовый призёр Кубка африканских наций: 2023[13]

### Индивидуальные
- Лучший вратарь Кубка африканских наций: 2023[11]
- Символическая сборная Кубка африканских наций: 2023[14]
- Номинирован на Трофей Яшина: 2024